# Codi ATC D04
El  codi ATC D04, descrit com Antipruriginosos, inclosos antihistamínics, anestèsics i d'altres, és una subgrup terapèutic de l'Anatomical, Therapeutic, Chemical Classification System (ATC). La classificació ATC és un sistema de codis alfanumèric desenvolupat per l'Organització Mundial de la Salut (OMS) per als fàrmacs i altres productes sanitaris. El subgrup D04 és part del grup anatòmic D Medicaments dermatològics.

Els codis per a ús veterinari (codis ATCvet) poden han estat creats afegint la lletra Q davant dels codis ATC humans: QD04... 
Les adaptacions estatals de la classificació ATC poden incloure codis addicionals no presents en aquesta llista, que segueix la versió de l'OMS.

## D04A Antipruriginosos, inclosos antihistamínics, anestèsics i d'altres
D04A A Antihistamínics d'ús tòpic
D04A B Anestèsics d'ús tòpic
D04A X Altres antipruriginosos